# Rosetta (film)
Rosetta är en belgisk-fransk dramafilm från 1999 i regi av Luc och Jean-Pierre Dardenne.

## Utmärkelser
Filmen vann Guldpalmen vid filmfestivalen i Cannes 1999.

## Rollista i urval
- Émilie Dequenne - Rosetta
- Fabrizio Rongione - Riquet
- Anne Yernaux - mamman
- Olivier Gourmet - chefen
- Frédéric Bodson - personalchefen
- Florian Delain - chefens son
- Claire Tefnin - flickan